# Lidgerwood
Lidgerwood ist eine Kleinstadt (mit dem Status „City“) im Richland County im US-amerikanischen Bundesstaat North Dakota. Das U.S. Census Bureau hat bei der Volkszählung 2020 eine Einwohnerzahl von 600 ermittelt.

## Geografie
Lidgerwood liegt im Südosten North Dakotas, unweit des Schnittpunktes der drei Staaten North Dakota, South Dakota und Minnesota. Die geografischen Koordinaten von Lidgerwood sind 46°04′32″ nördlicher Breite und 97°09′06″ westlicher Länge. Das Stadtgebiet erstreckt sich über eine Fläche von 1,71 km².
Benachbarte Orte von Lidgerwood sind Wyndmere (23,1 km nördlich), Mantador (23,5 km nordöstlich), Hankinson (21 km östlich) und Geneseo (10,9 km westlich). Rund 10 km südlich beginnt das Gebiet der überwiegend im benachbarten South Dakota liegenden Lake Traverse Indian Reservation der Sisseton Wahpeton Oyate, einer Untergruppe der Dakota.
Die nächstgelegenen größeren Städte sind Fargo in (118 km nordnordöstlich), Duluth in Minnesota am Oberen See (450 km ostnordöstlich), Minneapolis in Minnesota (357 km ostsüdöstlich), Sioux Falls in South Dakota (325 km südlich) und North Dakotas Hauptstadt Bismarck (369 km westnordwestlich).

## Verkehr

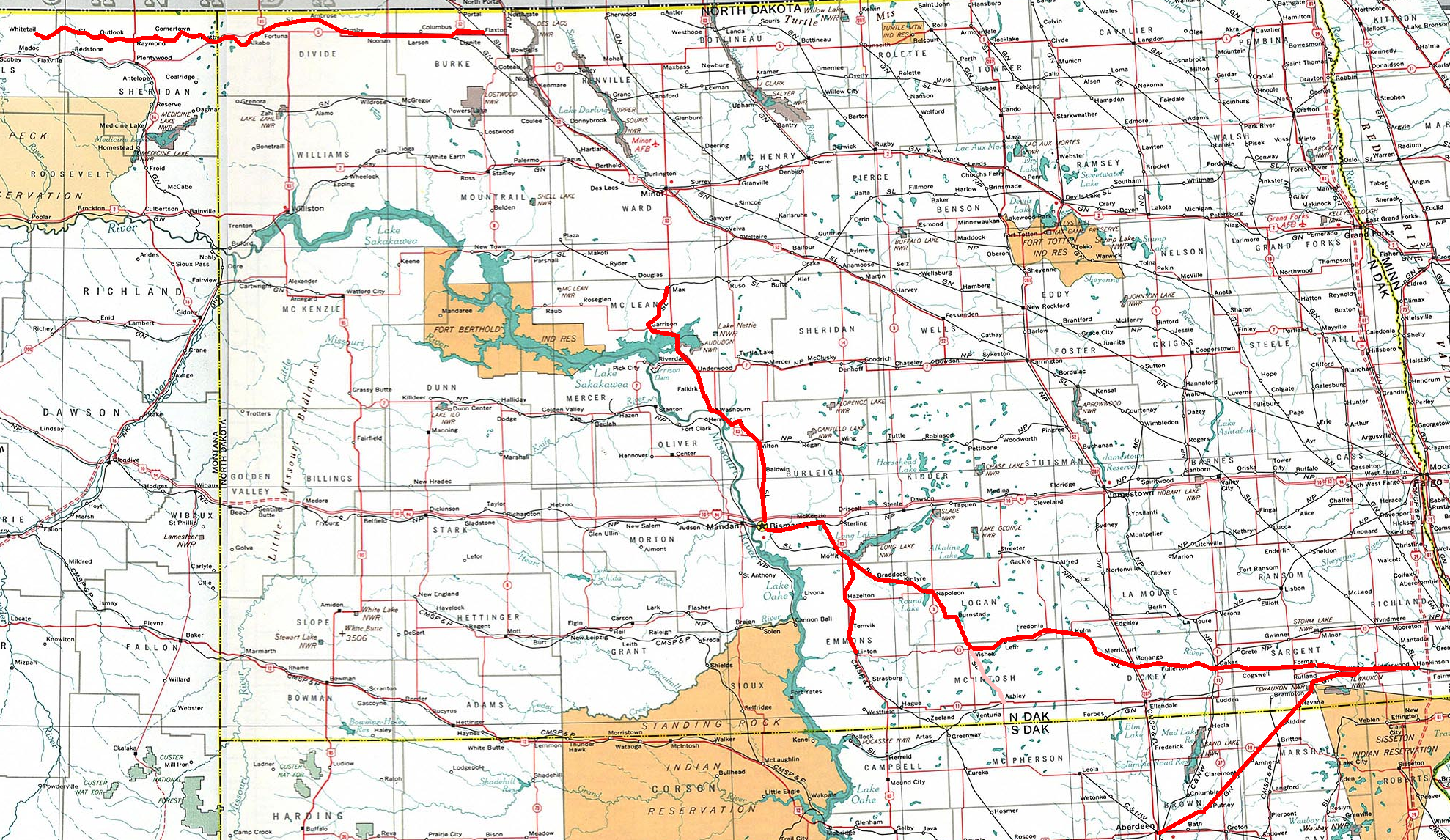
Netz der DMVW-Railroad

Die North Dakota Highways 11 und 18 treffen im Stadtgebiet von Lidgerwood zusammen. Alle weiteren Straßen sind untergeordnete Landstraßen, teils unbefestigte Fahrwege sowie innerörtliche Verbindungsstraßen.
Durch Lidgerwood verläuft eine Eisenbahnstrecke der Dakota, Missouri Valley and Western Railroad (DMVW), einer regionalen Eisenbahngesellschaft in North Dakota.
Mit dem Lidgerwood Municipal Airport befindet sich hinter der nordwestlichen Stadtgrenze ein kleiner Flugplatz. Die nächsten größeren Flughäfen sind der Hector International Airport in Fargo (120 km nordnordöstlich), der Minneapolis-Saint Paul International Airport (380 km ostsüdöstlich) und der Sioux Falls Regional Airport (321 km südlich).

## Demografische Daten
Nach der Volkszählung im Jahr 2010 lebten in Lidgerwood 652 Menschen in 335 Haushalten. Die Bevölkerungsdichte betrug 381,3 Einwohner pro Quadratkilometer. In den 335 Haushalten lebten statistisch je 1,95 Personen.
Ethnisch betrachtet setzte sich die Bevölkerung zusammen aus 97,5 Prozent Weißen sowie 2,0 Prozent amerikanischen Ureinwohnern; 0,5 Prozent stammten von zwei oder mehr Ethnien ab. Unabhängig von der ethnischen Zugehörigkeit waren 0,9 Prozent der Bevölkerung spanischer oder lateinamerikanischer Abstammung.
19,0 Prozent der Bevölkerung waren unter 18 Jahre alt, 48,5 Prozent waren zwischen 18 und 64 und 32,5 Prozent waren 65 Jahre oder älter. 52,6 Prozent der Bevölkerung war weiblich.

Das mittlere jährliche Einkommen eines Haushalts lag bei 33.600 USD. Das Pro-Kopf-Einkommen betrug 20.580 USD. 14,7 Prozent der Einwohner lebten unterhalb der Armutsgrenze.